# 岩本敏
岩本 敏（いわもと さとし、1947年7月8日 - ）は、日本の編集者。小学館で漫画雑誌の担当や、雑誌『サライ』の編集長などを務めた。岡山県津山市出身。退職後は三重県亀山市在住。らくだ亭（小学館主催の落語会）初代席亭。フリーランス・エディター、エッセイスト。

## 来歴・人物
岡山県津山市に生まれる。1963年、岡山県立津山高等学校入学。高校1年の夏、小学館発行の雑誌『ボーイズライフ』の創刊記念読者特派員として、ロンドン、パリ、ローマを巡る旅を経験。南山大学外国語学部イスパニヤ語学科卒業後、1971年に小学館に入社。
『ビッグコミック』、『FMレコパル』、『少年サンデー』編集部を経て、『BE-PAL』創刊に携わり、同誌デスク、副編集長、編集長を歴任。その後、同社情報誌編集局の執行役員を兼務し、『サライ』、『Lapita』、『駱駝』などの編集長・編集部長を務める。2005年より同社ネットメディアセンターGM（兼）執行役員・室長。
2008年、定年により退職と同時に社長室顧問、小学館グループ会社のネットアドバンス取締役マネジメントセンター長を兼務。2009年から2012年まで共立女子大学で非常勤講師として教鞭を執った。
2013年7月に退職し、三重県亀山市で暮らしている。
2015年9月、安保法制反対の立場から国会議事堂前のデモに積極的に参加した。